# Bruce Jones (acteur)
Pour les articles homonymes, voir Jones.
Bruce Jones, né Ian Roy Jones le 24 janvier 1953 à Manchester (Royaume-Uni), est un acteur anglais.

## Carrière
Il est surtout connu pour son rôle de chauffeur de taxi dans le soap opera Coronation Street, qu'il a tenu de 1997 à 2007.

### Cinéma
Auparavant, il a obtenu le rôle principal (Bob Williams) dans le film de Ken Loach, Raining Stones (1993). On l'a également vu dans 24 heures sur 24 (Twenty Four Seven) et The Full Monty (1997).